# Décennie 1310 en architecture
| Années de l'architecture : 1307 - 1308 - 1309 - 1310 - 1311 - 1312 - 1313    |
| Décennies de l'architecture : 1280 - 1290 - 1300 - 1310 - 1320 - 1330 - 1340 |

Cet article présente les faits marquants de la décennie 1310 en architecture.

## Événements
- 1311 : la flèche en bois revêtu de plomb qui couronne la tour centrale de la cathédrale de Lincoln porte le monument à une hauteur de 160 mètres, ce qui en fait la  plus haute structure du monde jusqu'à son effondrement en 1549[1].

## Réalisations
- 28 janvier 1310 : le pape autorise la reconstruction du couvent des Augustins à Toulouse, achevée en  1341[2].
- 1310 : 
  - le Palazzo Pubblico sur la piazza del Campo à Sienne est achevé[3].
  - reconstruction de l’Église métropolite Saint-Démétrios de Mistra[4].
- 1310-1335 : la dynastie Shirazi de Kiloa (Afrique Orientale) construit sous le Sultan al-Hasan ibn Sulaiman (en) un impressionnant palais, « Houssouni Kouboua »[5], décrit par Ibn Battûta en 1331[6].

- 1311 : le sultan de Delhi Ala ed-Din fait construire le pavillon à coupole du portique méridional de la porte Alâi Darwâza en grès rouge, marbre blanc et schiste bleu à Delhi, en Inde[7]

- 1312-1315 : construction de l'église des Saints-Apôtres de Thessalonique[8].
- 1314 :
  - début de la construction de la cathédrale de Palma de Majorque (jusqu'en 1596)[9].
  - construction de la chapelle de Dzordzor en Iran[10].
- 1315 : construction de la synagogue de Cordoue[11].
- 1315-1321 : construction du monastère de Gračanica par le roi de Serbie Stefan Milutin[12].

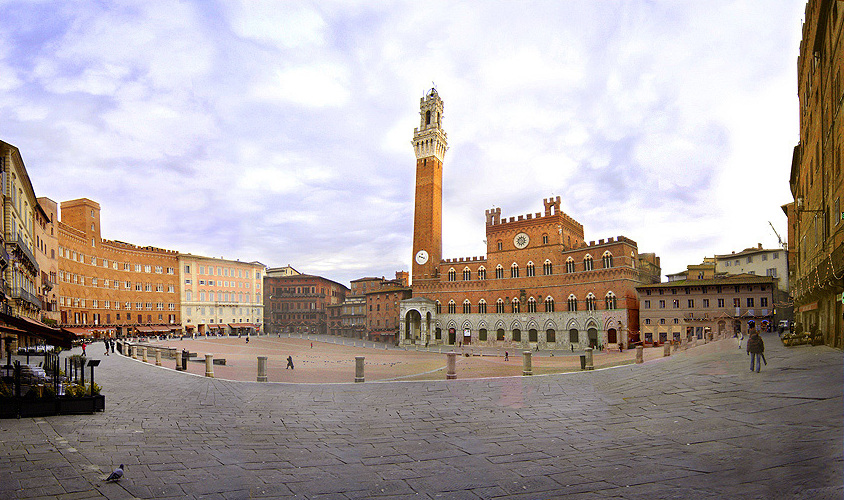
Piazza del Campo
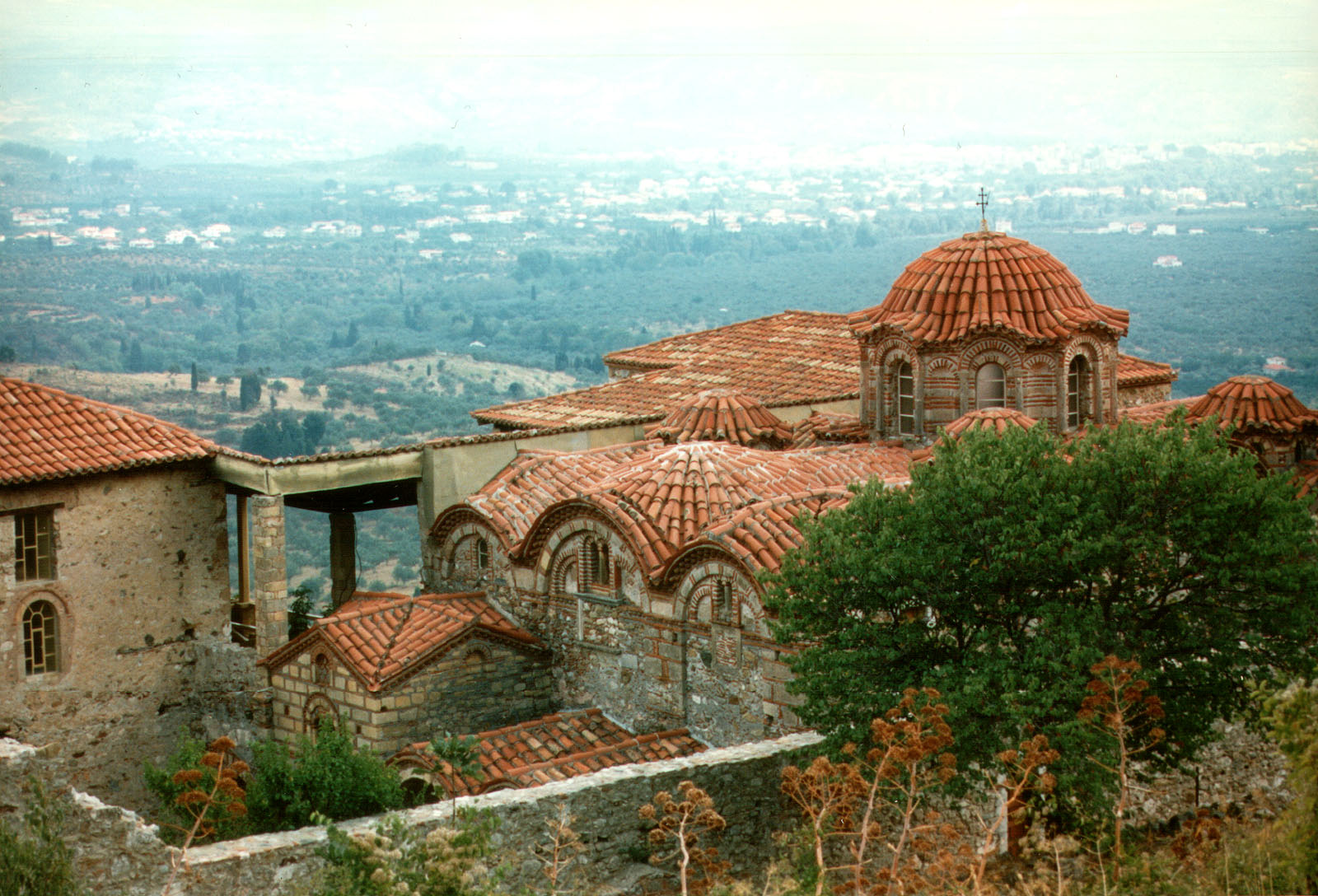
Métropole Saint-Démétrios de Mistra
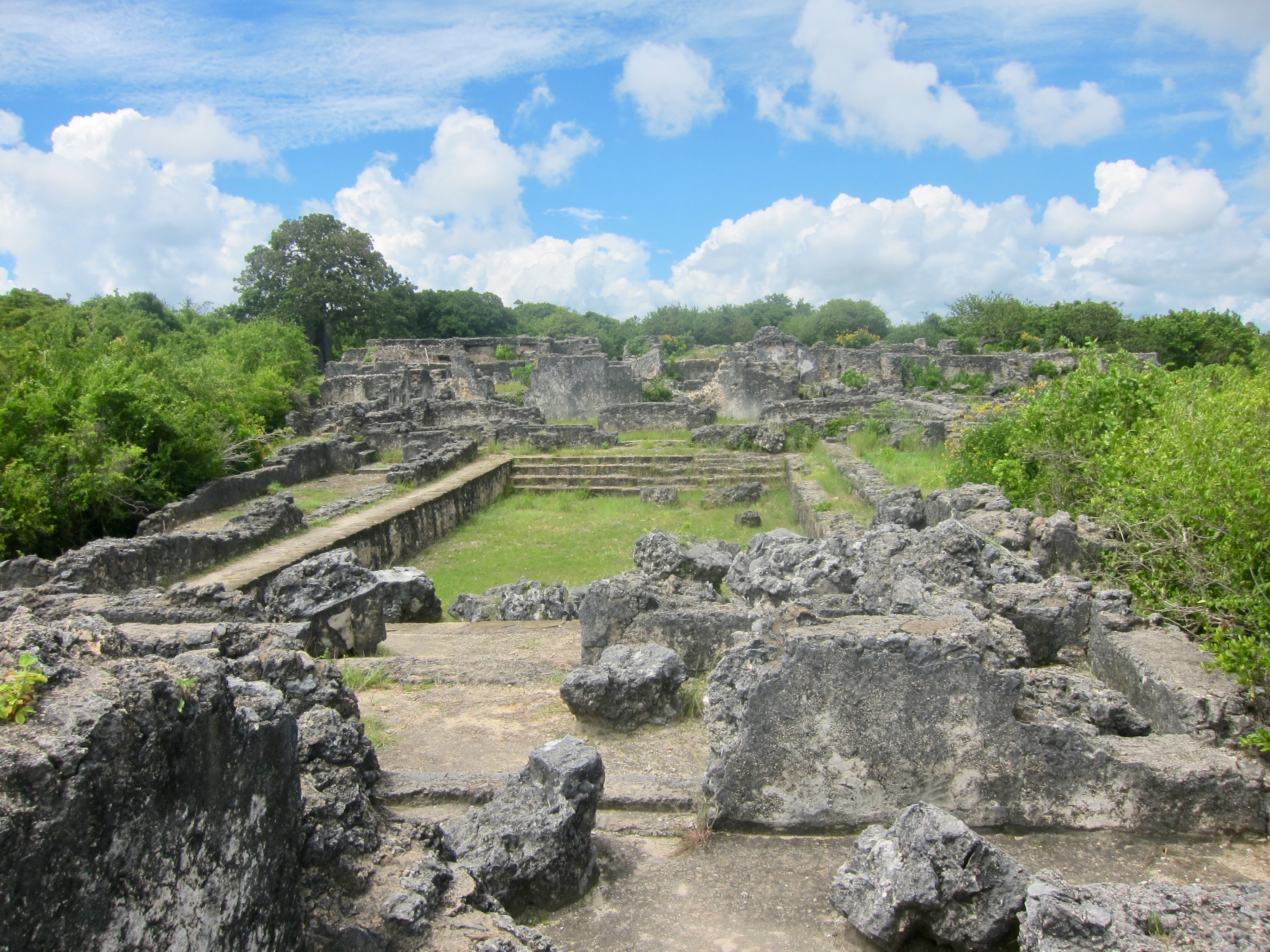
Ruines du palais de Husuni Kubwa
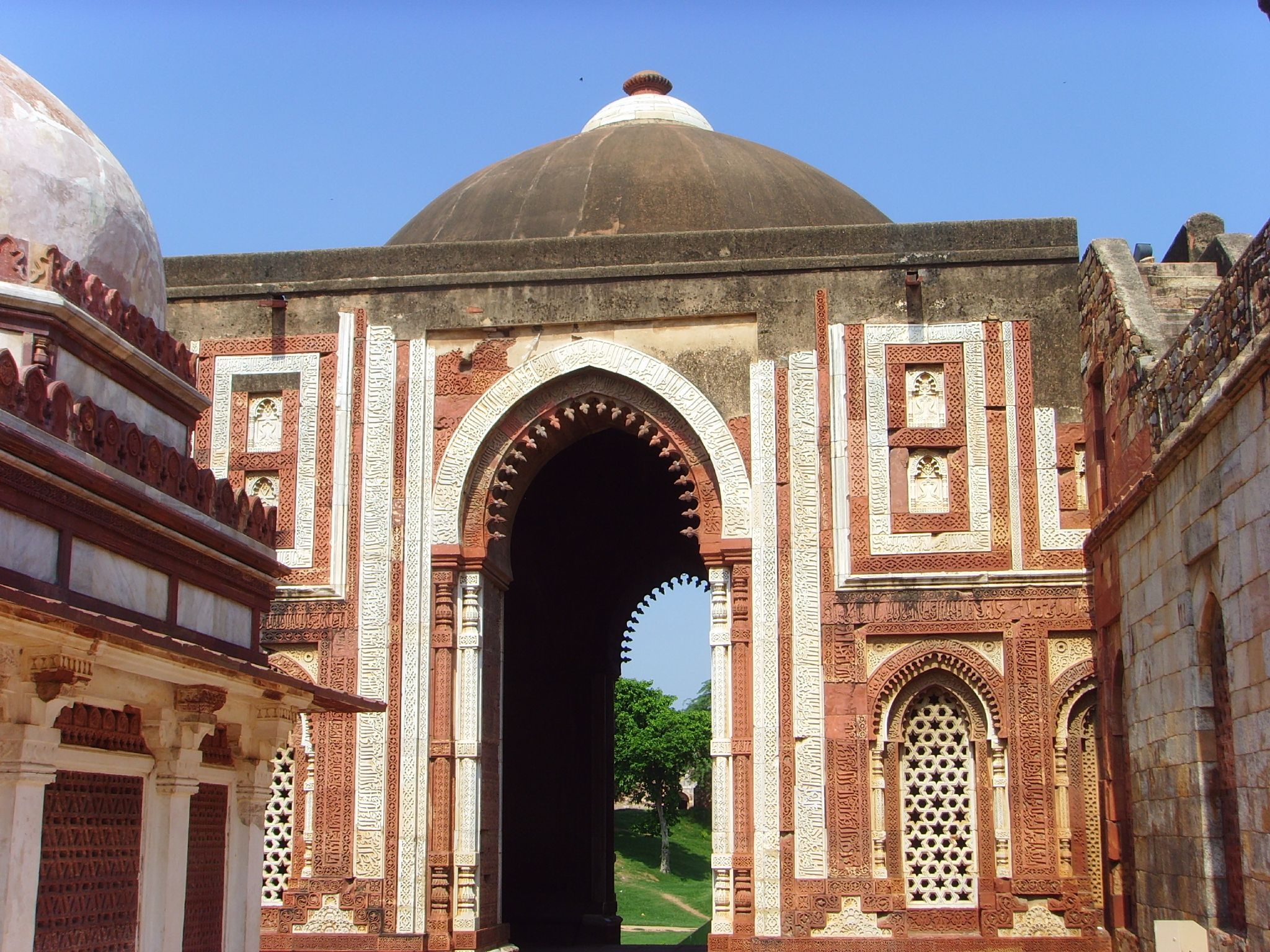
Alai Darwaza (en)
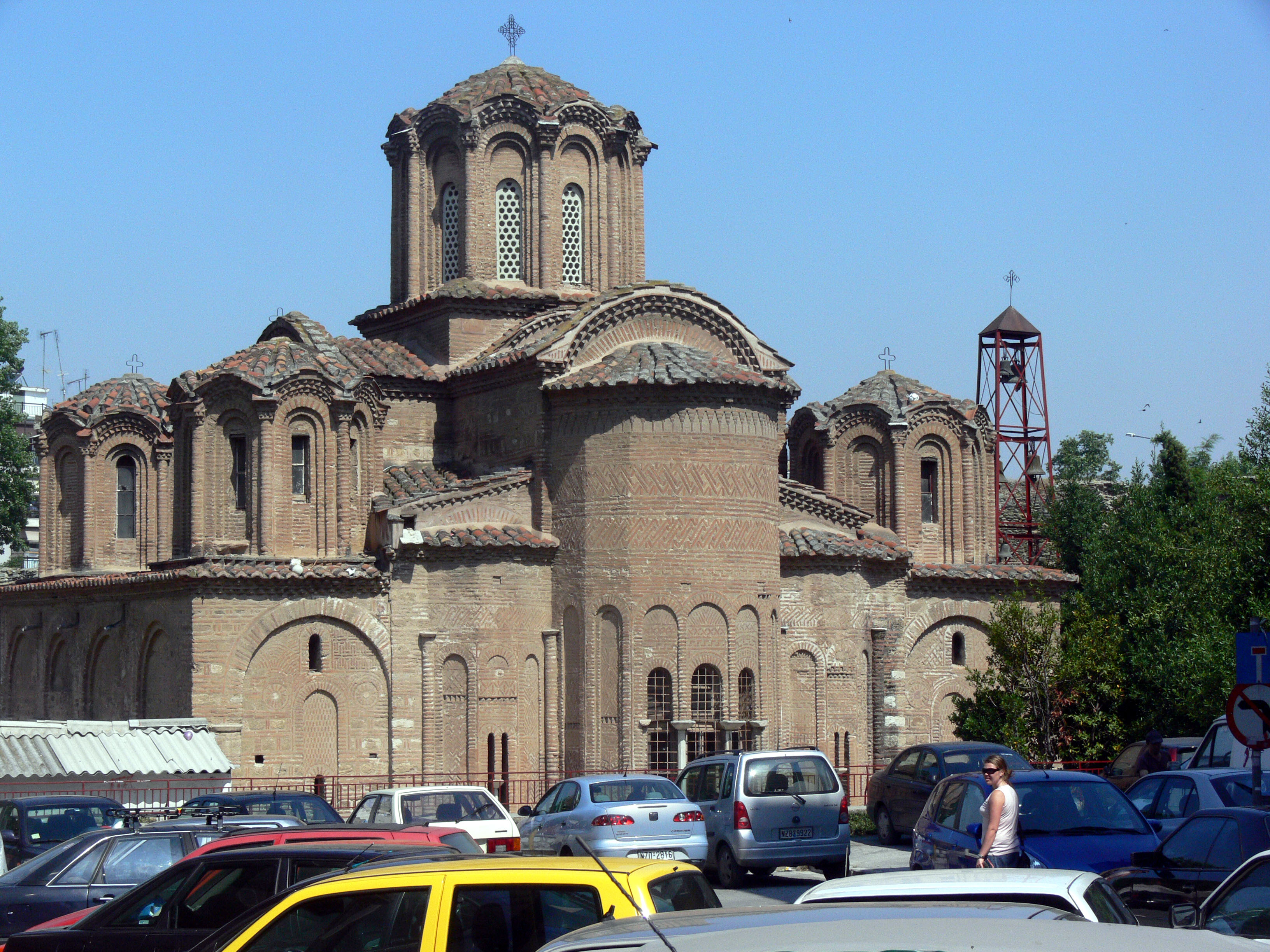
Église des Saints-Apôtres de Thessalonique
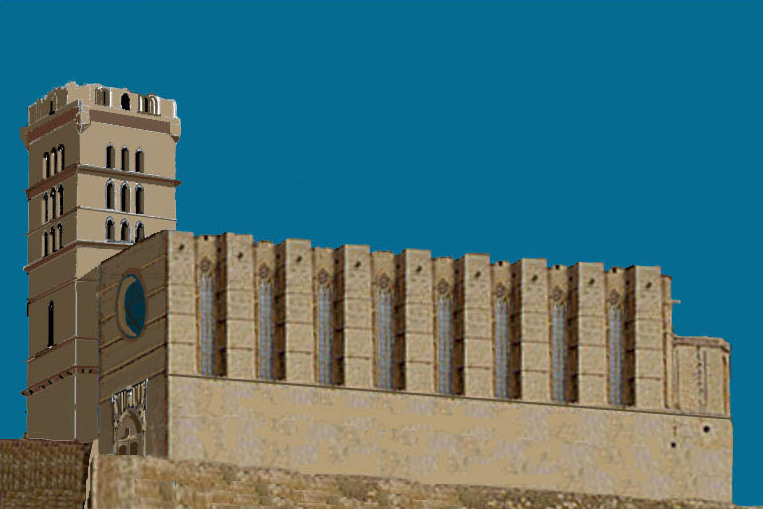
Représentation hypothétique de la cathédrale de Palma de Majorque au XIVe siècle avec une seule nef, transformée plus tard en un bâtiment à trois nefs plus élevé.
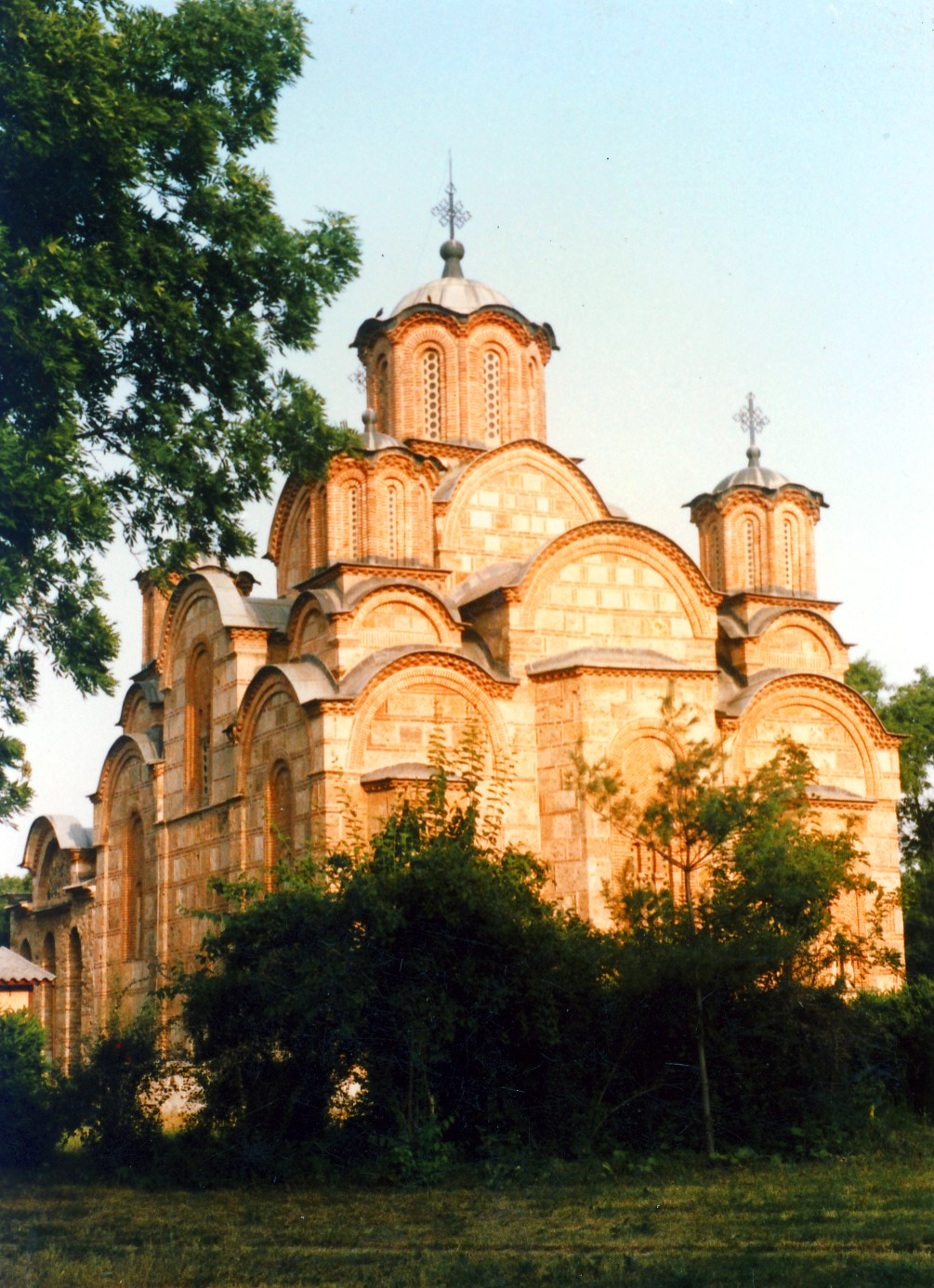
Monastère de Gračanica

## Naissances
- x

## Décès
- 1310 (ou 1302) : Arnolfo di Cambio (° 1245)
- 17 janvier 1313 : Erwin von Steinbach